# 10955 Harig
10955 Harig (5011 P-L) là một tiểu hành tinh vành đai chính. Nó được đặt tên cho Ludwig Harig.